# 小西杏奈
小西 杏奈（こにし あんな、1988年4月21日 - ）は、日本の構成作家・脚本家・リポーター。ペンネームの「K・杏奈」として活動することも多い。
東京都世田谷区出身。日本大学藝術学部放送学科卒業。
元TBS954情報キャスター（現在のTBSラジオキャスター）。

## 来歴
- 幼稚園から高校まで私立川村学園に在学。
- 生後5か月で『カッ飛び!ヤンヤン姫』（テレビ東京）のオープニングにヤン姫役でレギュラー出演。
- 高校2年生から『ニャン☆にゃん ぱらだいす』（SBSラジオ）の制作に携わり、のちに同番組の構成を担当。番組内ラジオドラマの脚本の執筆開始した。
- 2008年6月、最年少で日本脚本家連盟に加入。
- 2011年4月からTBS954情報キャスターを務める。『爆笑問題の日曜サンデー』の「第5回 グリコ 2段熟カレー販売対決!」（2012年3月18日）および開催に先立っての告知（同年3月4日）がキャスターとしての初出演となった。
- 2015年9月30日付でTBS954情報キャスターを退職。

## 人物
- 父・母の3人家族。ペットはシーズー1匹。
- 趣味：映画・テレビドラマ・音楽鑑賞、宮沢賢治研究
- 特技：なわとび（二重跳び）
- 尊敬する人：両親、宮沢賢治、三谷幸喜

## エピソード
- 小学校6年生で初代の児童会長を務めていた。
- 高校3年生の時に自動車運転免許を取得。
- 中学2年生の頃に自分で書いた小説を毎回クラスメイトに読んでもらっていた。
- 小学校では演劇部に所属。『オズの魔法使い』で「ブリキのきこり」を演じた。
- 1970年代の歌謡曲を好む。自身が司会を務める静岡のライブのスペシャル企画として「夏にご用心」「硝子坂」「プレイバックPart2」を歌ったことがある。
- 2009年6月に『ニャン☆にゃん ぱらだいす』の公開収録で、同番組のメインパーソナリティが役者として舞台の仕事のため、代役のパーソナリティを2週にわたり務めた。

## 構成・脚本担当番組
- ニャン☆にゃん ぱらだいす（SBSラジオ、2005年 - 2011年12月31日、『Saturday Night Program よるらじ』→『テキトーナイト!!』内）
  - はみだし!ちかぽん（2005年）
  - 拓ちゃんのひとりごと（2006年）
  - ようこそ!タイムスリップカフェ（2007年）
  - 来て見て!ミラクル研究所（2008年9月まで）
  - カッ飛び!タレントスクール（2008年10月-2011年12月）

## 過去の出演番組
- たまむすび (東京消防庁情報キャスター)
- 毒蝮三太夫のミュージックプレゼント （アシスタント）
- TBSニュース（ラジオ）（不定期）
- 交通情報 （神奈川県警担当）2015年4月 - 6月